# Villatresmil
Villatresmil (en asturiano y oficialmente Viḷḷatresmil) es una parroquia y un pueblo situado a 12 km de la capital del concejo de Tineo en Asturias, España, linda con las parroquias de Ayones (Valdés), Fastias (Tineo), Tablado (Tineo), Tineo (Tineo), y Brañalonga (Tineo). La parroquia tiene 319 habitantes (INE 2004) y el pueblo unos 99.

## Geografía
- Altitud: 500 metros.
- Latitud: 43º 22' 59" N
- Longitud: 006º 25' 59" O

Tiene una iglesia con cabildo de estilo románico. Fue la patria chica de Santiago Fernández Negrete que fue Ministro de Gracia y Justicia de la reina Isabel II de España. Tiene industria maderera y prefabricados de madera, rica en ganadería y con una riqueza forestal incalculable.
El santo patrón de la parroquia es San Esteban. La fiesta en su honor se celebra el 26 de diciembre, aunque la más importante, la de El Cristo, tiene lugar el tercer fin de semana de septiembre.

## Personas destacadas
- Manuel Fernández de la Cera, consejero de Educación y Cultura del Principado de Asturias entre 1983 y 1990; Presidente del Consejo de Comunidades Asturianas desde el 17 de diciembre de 2004.